# Liste der Monuments historiques in Méhoncourt
Die Liste der Monuments historiques in Méhoncourt führt die Monuments historiques in der französischen Gemeinde Méhoncourt auf.

## Liste der Objekte
| Bezeichnung                                       | Beschreibung | Standort                       | Kennzeichnung | Schutzstatus | Datum | Bild |
| ------------------------------------------------- | --- | ------------------------------ | ------------- | ------------ | ----- | ---- |
| Hauptaltar                                        | Altartisch, Tabernakel, Retabel und Gemälde Einsetzung des Abendmahls; Holz, farbig gefasst und vergoldet, sowie Ölfarbe auf Leinwand, zweite Hälfte des 18. Jahrhunderts; Holzarbeiten Jean Bailly zugeschrieben | in der Kirche St-Pierre (Lage) | PM54000466    | Classé       | 1981  |      |
| Gemälde Petrus wird von einem Engel emporgetragen | Ölfarbe auf Leinwand, vergoldeter Holzrahmen, zweite Hälfte des 18. Jahrhunderts | in der Kirche St-Pierre (Lage) | PM54001681    | Inscrit      | 1980  |      |
| Kruzifix                                          | Holz, farbig gefasst, 18. Jahrhundert | in der Kirche St-Pierre (Lage) | PM54001678    | Inscrit      | 1980  |      |
| Skulptur Heiliger Bartholomäus                    | Holz, farbig gefasst und vergoldet | in der Kirche St-Pierre (Lage) | PM54001680    | Inscrit      | 1980  |      |
| Skulptur Madonna mit Kind                         | Holz, farbig gefasst und vergoldet, 17. Jahrhundert | in der Kirche St-Pierre (Lage) | PM54001679    | Inscrit      | 1980  |      |
| Heilige-Familie-Altar                             | rechter Seitenaltar; Altartisch, Tabernakel, Retabel und Gemälde Heilige Familie; Holz, farbig gefasst und vergoldet, sowie Ölfarbe auf Leinwand, zweite Hälfte des 18. Jahrhunderts; das Gemälde nach Raffael    | in der Kirche St-Pierre (Lage) | PM54000467    | Classé       | 1981  |      |
| Kreuzigungsgruppe                                 | Fragment eines Wegekreuzes; Stein, Ende des 15. Jahrhunderts | in der Kirche St-Pierre (Lage) | PM54000465    | Classé       | 1971  |      |
| Linker Seitenaltar                                | Holz, farbig gefasst, sowie Ölfarbe auf Leinwand, zweite Hälfte des 18. Jahrhunderts | in der Kirche St-Pierre (Lage) | PM54001677    | Inscrit      | 1980  |      |
| Gemälde Petrus beim Hahnenschrei                  | Ölfarbe auf Leinwand, vergoldeter Holzrahmen, zweite Hälfte des 18. Jahrhunderts | in der Kirche St-Pierre (Lage) | PM54001682    | Inscrit      | 1980  |      |